# Turnaround Tour
Turnaround Tour là chuyến lưu diễn hòa nhạc của ban nhạc Ireland ở Vương quốc Anh và châu Âu năm 2004 với 490.000 người hâm mộ tham dự, tạo £12.000.000.

## Khách mời
- Zoo
- Bellefire (một số ngày)
- The Conway Sisters (một số ngày)
- Kwest (một số ngày)
- Mark Dakriet (một số ngày)
- No Way Out (một số ngày)
- Pop! (một số ngày)
- Sub Bass 5 (một số ngày)
- Traphic (một số ngày)
- Twen2y4se7en (một số ngày)

## Danh sách tiết mục
1. "Turn Around"
2. "My Girl"
3. "What Makes a Man"
4. "World of Our Own"
5. "Flying Without Wings"
6. "Swear It Again"
7. "Uptown Girl"
8. Medley:
  1. "Help!"
  2. "I'll Be There For You"
  3. "Wake Me Up Before You Go-Go"
  4. "That's the Way (I Like It)"
  5. "Everybody Needs Somebody to Love"
9. "When You're Looking Like That"
10. "Tonight"
11. "On My Shoulder"
12. "Obvious"

Encore
1. "Hey Whatever"
2. "My Love"
3. "Mandy"

## DVD buổi hòa nhạc trực tiếp

### Vị trí trên bảng xếp hạng
| Bảng xếp hạng          | Vị trí cao nhất |
| ---------------------- | --------------- |
| Ireland                | 1               |
| Thụy Điển Music Videos | 2               |
| UK Music Videos        | 2               |
| UK DVD Video (OCC)     | 30              |
| UK Videos (OCC)        | 37              |